# 鮫島事件
鲛岛事件（日语：鮫島事件）是一种日文文化流行的隐语。鮫島事件雖然名為「事件」，但實際上並不存在任何內容。該「事件」的起因、過程及結果，全都是由網友間口耳相傳而成的，因為其實整件事根本就是徒有名稱的謠言，也就不會有固定內容版本可言。就如同另一個日本的都市傳說牛之首一樣，都是只知其名稱但沒有實際內容的故事。

## 說明
「因為太可怕了所以不敢詳情講明」、「請不要在這裡引起大家的恐慌」或是「這件事不方便在這裡說，請先自行刪除吧」等等網路上的回應，是有意的網友使大眾注意到該事件最常出現的方式。而在談論的過程中，最初提起鮫島事件的網友以及知情而在一旁附和的網友們往往並不會為其他不知情的網友解釋該事件的詳情，過程中會隨著提起者和附和者們盡量避而不談的回應中慢慢使不知情的旁觀者以為是曾經發生重大事件，而事件的內容會因為每次網友間對答的不同使大眾有不同解讀，從兇殺、謀殺、自殺、綁架、天災到甚至是政府不願公開的陰謀論皆有。然而事實上這一切只是網友與其他發言者之間所開的玩笑。但是到了現在，一直沒人知道這個事件是虛構事件。

## 範例
A：「你們還記得那件事嗎？就是鮫島事件啊！就算是現在回想到，還是覺得心有餘悸。那明明在當時是全國都知道的大事，為什麼現在變得大家都不知道了呢？」
B：「那件事應該不能隨便在這裡提起吧？」
C：「我當時真的被那件事嚇到不敢出門。」
D：「請問各位所說的鮫島事件究竟是什麼事？」
A：「你真的沒聽過嗎？只要年紀不會太小的人都知道吧？」
B：「那是件非常恐怖的事，但為尊重死者及遺族，請版主自行刪除吧！」
C：「那件事到現在政府未做解釋。」
D：「騙人的啦！鮫島事件是被人編造出來的，沒有這件事啦！」

## 衍生作品
2021年4月，日本電影《真．鮫島事件》。
- 導演、劇本：永江二朗
- 演員：武田玲奈、小西櫻子、濱正悟、野田理人、鶴見萌、主濱晴美、佐野岳
- 主題曲〈ツグム〉演唱：清水理子

## 外部連結
- 鮫島事件の本当の真実【2ちゃんねるの怖い話】 （页面存档备份，存于）